# سامانتا کامرون
سامانتا کامرون (انگلیسی: Samantha Cameron؛ با نام اصلی سامانتا گندولین شفیلد، زادهٔ ۱۸ آوریل ۱۹۷۱)  کارآفرین اهل بریتانیا و همسر دیوید کامرون، نخست‌وزیر پیشین بریتانیا است.

## تحصیلات
سامانتا در مدرسهٔ سینت هلن و سینت کترین که یک مدرسهٔ مستقل در ابینگدن، آکسفوردشر که برای دختران است درس خواند. او سپس دورهٔ کالج مارلبرو را با نمرهٔ A به پایان رساند. او یک دورهٔ هنری را در کالج هنر کمبرول گذراند. سپس برای تحصیل در رشتهٔ هنرهای زیبا به مدرسهٔ هنرهای خلاق رفت که بخشی از دانشگاه غرب انگلستان است.

## خانواده
سامانتا زمانی که در کالج مارلبرو درس می‌خواند با خواهر دیوید کامرون، کلیر، دوست و همکلاسی بود. او نخستین بار زمانی که ۱۶ ساله بود، در یک میهمانی در خانهٔ خانوادهٔ کامرون، شوهر آینده‌اش را ملاقات کرد. پس از فارغ‌التحصیلی از مدرسهٔ هنرهای خلاق بریستول، کلیر او را به یک تعطیلات خانوادگی در توسکانی در ایتالیا دعوت کرد. در همین زمان بود که او عاشق دیوید شد. سامانتا و دیوید در ۱ ژوئن ۱۹۹۶ در کلیسایی در آکسفوردشر ازدواج کردند. پنج سال بعد دیوید به نمایندگی مجلس بریتانیا دست یافت.
سامانتا و دیوید چهار فرزند داشتند که فرزند نخست آن‌ها به نام ایوان در شش سالگی به دلیل ترکیب کمیابی از فلج مغزی و صرع درگذشت.